# Tritocleis microphylla
Tritocleis microphylla là một loài bướm đêm thuộc chi đơn loài Tritocleis trong họ Geometridae. Chúng là loài đặc hữu của quần đảo Hawaii, sải cánh dài khoảng 20 mm.